# Ralph Church
Ralph Edwin Church (Contea di Vermilion, 5 maggio 1883 – Washington, 21 marzo 1950) è stato un politico statunitense, deputato per lo stato dell'Illinois alla Camera dei Rappresentanti.

## Biografia
Allievo della Northwestern University, Church rappresentò il decimo distretto dell'Illinois al Congresso dal 1935 al 1941.
In quell'anno infatti l'uomo si candidò al Senato, senza riuscire ad oltrepassare il limite delle primarie. Nel 1943 Church tornò a concorrere per il suo vecchio seggio e venne rieletto.
Nel 1949 decise di candidarsi per il tredicesimo distretto e riuscì a vincere le elezioni. L'anno dopo tuttavia morì per problemi cardiaci e venne succeduto dalla sua vedova Marguerite, che fu eletta nel 1951 e riconfermata fino al 1963.